# João Martins de Carvalho Mourão
João Martins de Carvalho Mourão (São João del Rei, província de Minas Gerais, 2 de junho de 1872 —  Rio de Janeiro, 24 de dezembro de 1951) foi um jurista, professor e magistrado brasileiro, chegando a exercer o cargo de ministro do Supremo Tribunal Federal (STF).

## Biografia
Estudou na Faculdade de Direito de São Paulo e recebeu o grau de Bacharel em Ciências Jurídicas e Sociais, em 13 de agosto de 1892. Exerceu a advocacia e presidiu o Instituto dos Advogados Brasileiros (IAB). Foi  Professor catedrático de Direito Penal da Universidade Federal do Rio de Janeiro. Exerceu as funções de Diretor da Faculdade de Direito e de Reitor da Universidade Federal do Rio de Janeiro (1930 a 1931), nomeado pelo Decreto de 19 de maio de 1931, publicado no DOU de 28 de maio de 1931..
Foi nomeado Ministro do Supremo Tribunal Federal pelo presidente Getúlio Vargas, por meio de decreto de 13 de maio de 1931, e empossado em 8 de junho seguinte, preenchendo a vaga ocorrida com o falecimento do ministro Carolino Leoni Ramos. Atuou como magistrado no Tribunal Superior da Justiça Eleitoral, nos dois primeiros ano dessa nova instituição (1932-1933).
Aposentou-se em 10 de dezembro de 1940, quando estava no cargo de ministro do STF, e foi sucedido pelo ministro José de Castro Nunes.
Filho de Aureliano Martins de Carvalho Mourão (Advogado e ex-Deputado-Geral, no regime monárquico, pelo antigo 6º distrito eleitoral de Minas Gerais) e de D. Ana Izabel de Castro Mourão.